# Anschlag in Jersey City

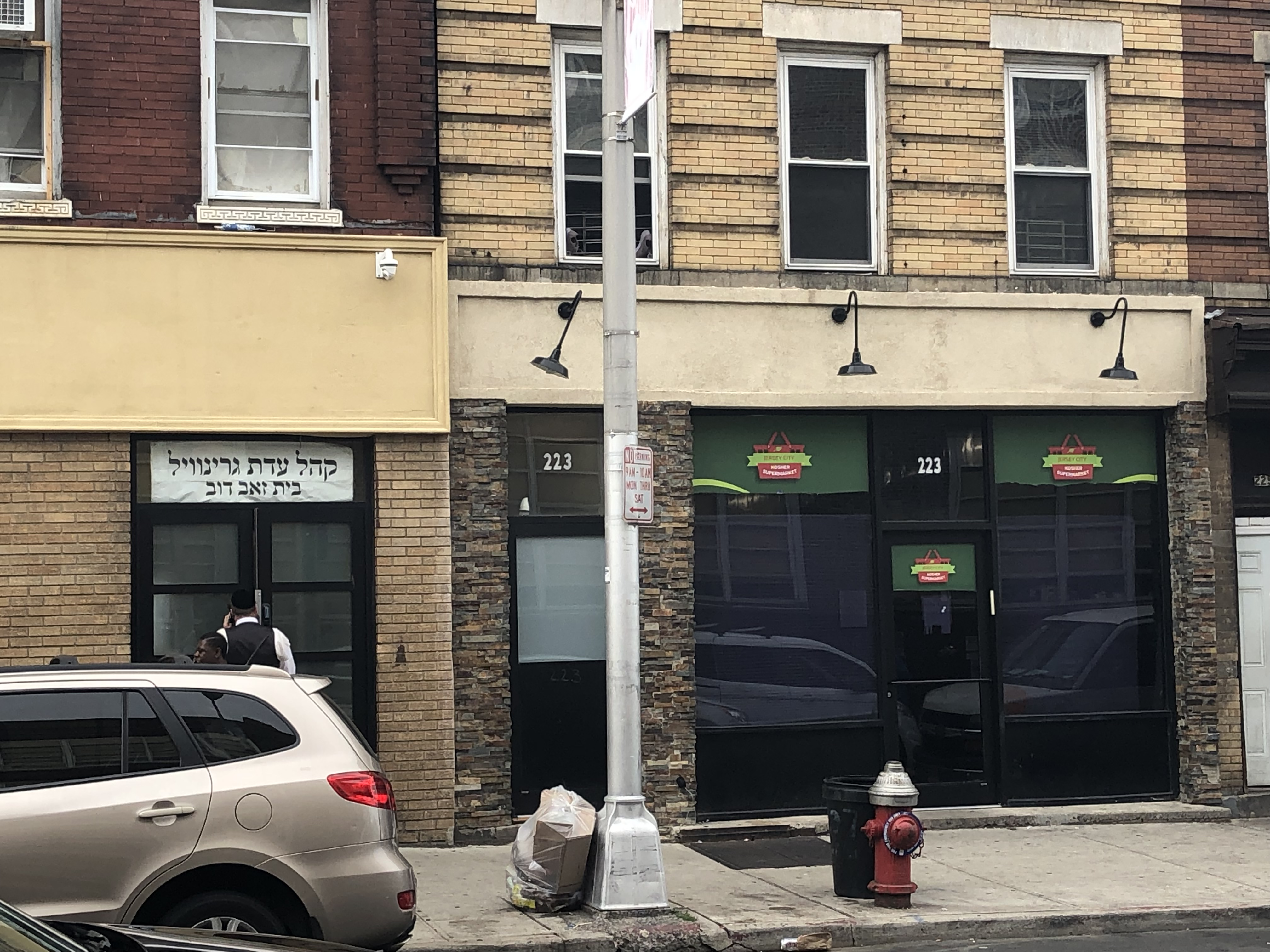
Das Lebensmittelgeschäft (August 2019)

Am 10. Dezember 2019 fand ein antisemitischer Anschlag in Jersey City statt, bei dem sechs Menschen ums Leben kamen und der von den Behörden als Terroranschlag eingestuft wird. Unter den Toten waren ein Polizist, drei Zivilisten und die beiden mutmaßlichen Täter. Bei den drei Zivilisten handelt es sich um Mitglieder der jüdischen Gemeinschaft von Jersey City – ein Jeschiwastudent sowie die Ehefrau des Geschäftsführers und ein Angestellter des jüdischen Lebensmittelgeschäfts, in dem der Anschlag verübt wurde.

## Tathergang
Die örtlichen Behörden gehen davon aus, dass die Attentäter zunächst den Polizeibeamten Joseph Seals am Bayview-Friedhof erschossen, als dieser sie kontrollieren wollte, bevor sie mit ihrem weißen Miettransporter zum Zielort ihres Anschlags, einem koscheren Lebensmittelgeschäft am Martin Luther King Drive fuhren, gegenüber dem Geschäft hielten und sodann das Feuer auf die dort Anwesenden eröffneten. Zwei Streifenpolizisten hätten die beiden Täter in der Folge daran gehindert, den Laden zu verlassen und womöglich weitere Zivilisten anzugreifen. Es folgte ein schweres Feuergefecht, ein Großaufgebot der Polizei riegelte die Straßen ab und brachte Menschen in Sicherheit. Am Ende eines vierstündigen Schusswechsels wurden die beiden Terroristen erschossen. Zwei Polizisten wurden verletzt und eine Person konnte aus dem Laden verletzt entkommen.

## Hintergrund
New Yorks Bürgermeister Bill de Blasio twitterte, dass sein Amtskollege, der Bürgermeister von Jersey City Steven Fulop, bestätigt habe, dass es sich um einen „vorsätzlichen Angriff“ auf die jüdische Gemeinschaft gehandelt habe. Nach einer umfassenden Überprüfung der Aufnahmen von Überwachungskameras wurde deutlich, dass die Täter es auf das koschere Lebensmittelgeschäft abgesehen hatten. Die New York Times meldete unter Berufung auf Ermittler, einer der Angreifer habe zuvor antisemitische Botschaften im Internet verbreitet. Die Generalstaatsanwaltschaft von New Jersey teilte später mit, dass die Täter vermutlich auch einen Fahrer des Transportdienstes Uber getötet hätten. Dieser sei in der Woche vor dem Angriff erschossen worden.

## Täterschaft
Bei den Tätern soll es sich um einen 47-jährigen Mann namens David N. Anderson und dessen 50-jährige Freundin Francine Graham gehandelt haben. Der Generalstaatsanwalt von New Jersey, Gurbir Grewal, bestätigte am 12. Dezember 2019, das Motiv der mutmaßlichen Täter sei Antisemitismus und eine Abneigung gegen die Polizei gewesen. Sie hätten Interesse an einer bestimmten Gruppe der teilweise antisemitischen Bewegung der „Schwarzen Hebräer“ gezeigt. Dies bedeute noch nicht, dass sie tiefere Verbindungen zu dieser Gruppe hatten. Die Sekte hat keine Verbindung zum Judentum und wird vom Southern Poverty Law Center, das solche Strömungen beobachtet, als Hassgruppe beschrieben, die weder das Judentum noch das Christentum anerkennt, sondern einer Mischung aus diesen Religionen anhängt, im Glauben, die ursprünglichen Hebräer seien Afrikaner gewesen. Die Extremisten unter den „Schwarzen Hebräern“ vertreten ein schwarzes Überlegenheitsdenken (Black Supremacy).
Grewal sagte auch, dass im Geschäft ein enormes Waffenarsenal gefunden worden sei, darunter eine Waffe im Stil des halbautomatischen Gewehrs AR-15. Im von den Tätern gestohlenen Wagen wurde eine Rohrbombe gefunden.
Das FBI hat im Laufe der Ermittlungen einen 35-Jährigen Mann festgenommen, der nach Angaben der Staatsanwaltschaft zu den Tätern in Verbindung gestanden haben soll.

## Opfer
Der getötete Polizeibeamte von Jersey City wurde am Dienstag als der 39-jährige Detective Joseph (Joe) Seals identifiziert, ein Vater von fünf Kindern. Die im Laden Getöteten wurden identifiziert als Leah Mindel Ferencz, 33, die mit ihrem Ehemann den Markt führte, Moshe Hirsch Deutsch, 24, ein Jeschiwastudent aus Brooklyn, und Douglas Miguel Rodriguez, 49, der im Geschäft angestellt war.

## Reaktionen
- Joan Terrell-Paige, Mitglied des Bildungsausschusses der Stadt, äußerte sich in einem langen Facebook-Beitrag zu den Motiven der Todesschützen und fragte hinsichtlich der möglichen hinter der Tat steckenden Botschaft der Schützen: "What is the message they were sending? Are we brave enough to explore the answer to their message?" ("Was ist die Botschaft, die sie aussendeten? Sind wir mutig genug, um die Antwort auf ihre Botschaft zu erkunden?"). Sie sprach damit kaum verklausuliert einer mittels des Hassverbrechens angeblich gesendeten Botschaft eine gewisse Berechtigung zu, außerdem gab sie explizit der hiesigen jüdischen Gemeinschaft, insbesondere dem Immobilienunternehmer Solomon Dwek, die Schuld für die Gentrifizierung der Stadt. Als direkte Reaktion auf den Beitrag beschuldigte der Gouverneur von New Jersey, Phil Murphy, Terrell-Page des Antisemitismus und forderte sie am 18. Dezember 2019 zum Rücktritt auf. Eine für den 19. Dezember anberaumte Sitzung des Bildungsausschusses, auf der der Rücktritt Terrell-Pages gefordert werden sollte, wurde zunächst wegen Sicherheitsbedenken vertagt.[10]